# Child Is Father to the Man
Child Is Father to the Man – debiutancki album studyjny zespołu Blood, Sweat & Tears, wydany 21 lutego 1968 roku w Stanach Zjednoczonych nakładem Columbia Records jako LP.
13 kwietnia 1968 roku album doszedł do 47. miejsca na liście Billboard 200, a 2 grudnia 1969 roku zdobył w Stanach Zjednoczonych certyfikat złotej płyty.
W 2003 roku album zajął 266. miejsce na liście 500 największych/najwspanialszych albumów (Greatest Albums) magazynu Rolling Stone.

## Album

### Historia
W 1967 roku Al Kooper, członek zespołu The Blues Project napisał kilka utworów („I Can't Quite Her”, „I Love You More Than You'll Ever Know”, „My Days Are Numbered”, „House In The Country” i „House In The Country”) planując dodać do ich brzmienia sekcję dętą. Brak zgody ze strony lidera zespołu, gitarzysty Danny’ego Kalba na taki zabieg doprowadził do odejścia Koopera z The Blues Project. W lipcu tego samego roku Kooper założył Blood, Sweat & Tears, pomyślany jako zespół rockowy z sekcją dętą. Do swojego pomysłu przekonał wcześniej basistę Jima Fieldera, gitarzystę The Blues Project, Steve’a Katza i perkusistę Bobby’ego Colomby’ego. Sekcję dętą stworzyli: saksofonista Fred Lipsius, trębacze i flugelhorniści Randy Brecker i Jerry Weiss oraz puzonista Dick Halligan. Zespół podpisał kontrakt nagraniowy z wytwórnią Columbia Records. Utwory zostały zarejestrowane w dniach 11–20 grudnia 1967 roku. Powstały również dema.

### Muzyka
Wydany w lutym 1968 roku Child Is Father to the Man stanowi mieszankę folkowo-bluesowo-rockowych pomysłów Ala Koopera z The Blues Project z elementami muzyki klasycznej, jazzu i muzyki pop. Album otwiera barokowo zorkiestrowany utwór „Overture”, a zamyka podobny w charakterze „Underture” łącząc w ten sposób pozostałe dziesięć utworów pomiędzy nimi w całość. Następujący niemal bezpośrednio po introdukcji „I Love You More Than You'll Ever Know” to zmodyfikowany 12-taktowy blues, skomponowany i zaaranżowany przez Koopera, z rogami i gitarą elektryczną Katza na pierwszym planie. Zróżnicowanie i pomysłowość aranżacyjna cechują również pozostałe sześć utworów, (współ)napisanych przez Koopera. Na albumie znalazły się cztery covery: „Morning Glory” Tima Buckleya, „Just One Smile” Randy’ego Newmana, „Without Her” Harry’ego Nilssona i „So Much Love” Gerry’ego Goffina i Carole King. W aranżacji tego ostatniego oraz „Morning Glory” i wykorzystano jako podkład rogi. Kilka utworów („My Days Are Numbered” i „I Can't Quite Her”) zaaranżowanych zostało w stylu muzyki pop, natomiast ośmiominutowy „Something Goin' On” powstał z myślą o rosnącej w siłę publiczności, lubiącej zbiorowe improwizacje znanych muzyków. Do wyprodukowania albumu zatrudnił Kooper Johna Simona, który wcześniej współpracował z duetem Simon & Garfunkel przy realizacji albumu Bookends. Ambicje artystyczne Koopera doprowadziły przypuszczalnie do wewnętrznych tarć w zespole, w wyniku których muzyk został z niego usunięty.

### Lista utworów
Lista i informacje według Discogs:
Side 1
| 1. | Overture A. Kooper                              | 1:32  |
|    |                                                 |       |
| 2. | I Love You More Than You'll Ever Know A. Kooper | 5:58  |
|    |                                                 |       |
| 3. | Morning Glory L. Beckett, T. Buckley            | 4:15  |
|    |                                                 |       |
| 4. | My Days Are Numbered A. Kooper                  | 3:19  |
|    |                                                 |       |
| 5. | Without Her H. Nilsson                          | 2:42  |
|    |                                                 |       |
| 6. | Just One Smile R. Newman                        | 4:38  |
|    |                                                 |       |
|    |                                                 | 22:24 |
|    |                                                 |       |
Side 2
| 1. | I Can't Quit Her A. Kooper, I. Levine                        | 4:38  |
|    |                                                              |       |
| 2. | Meagan's Gypsy Eyes S. Katz                                  | 3:24  |
|    |                                                              |       |
| 3. | Somethin' Goin' On A. Kooper                                 | 8:01  |
|    |                                                              |       |
| 4. | House In The Country A. Kooper                               | 3:05  |
|    |                                                              |       |
| 5. | The Modern Adventures Of Plato, Diogenes And Freud A. Kooper | 4:13  |
|    |                                                              |       |
| 6. | So Much Love / Underture G. Goffin, C. King                  | 4:44  |
|    |                                                              |       |
|    |                                                              | 28:05 |
|    |                                                              |       |
W 2000 roku nakładem Sony Music/Legacy Recordings ukazało się na CD zremasterowane wydanie oryginalnej płyty, poszerzone o trzy utwory bonusowe:
- Refugee From Yuhupitz
- I Love You More Than You'll Ever Know
- The Modern Adventures Of Plato, Diogenes And Freud

W 2015 roku album doczekał się kolejnego wznowienia, tym razem w formacie SACD 5.1, wydanym przez Audio Fidelity Records. Album zawierał ten sam zestaw utworów, co oryginalny LP.

### Muzycy

#### Zespół
- Al Kooper – organy, fortepian, główny wokal (utwory: 2, 4–6 ze strony 1 oraz 1, 3–6 ze strony 2), ondioline („Meagan's Gypsy Eyes”)
- Steve Katz – gitara, gitara akustyczna, lutnia, główny wokal: utwór 3 ze strona 1, utwór 2 ze strony 2)
- Jim Fielder – gitara basowa
- Fred Lipsius – fortepian, saksofon altowy
- Randy Brecker – trąbka, skrzydłówka
- Jerry Weiss – trąbka, skrzydłówka
- Dick Halligan – puzon
- Bobby Colomby – perkusja, instrumenty perkusyjne, śpiew

#### Muzycy towarzyszący
- Melba Moorman, The BS&T Soul Chorus, Valarie Simpson – chórki
- Alan Schulman, Charles McCracken – wiolonczela
- The BS&T String Ensemble – smyczki
- Manny Vardi, Harold Coletta – altówka
- Anahid Ajemian, Manny Green, Gene Orloff, Harry Katzman, Harry Lookofsky, Julie Held, Leon Kruczek, Paul Gershman – skrzypce

### Pozostałe informacje
- John Simon – produkcja
- Al Gescheidt, Bob Cato – projekt okładki
- Don Hunstein – zdjęcia w środku

## Odbiór

### Opinie krytyków
| Oceny łączne                       | Oceny łączne |
| Publikacja                         | Ocena        |
| ---------------------------------- | ------------ |
| Album of the Year                  | 100/100      |
| Recenzje                           |              |
| Publikacja                         | Ocena        |
| All About Jazz                     | [ 7 ]        |
| AllMusic                           | [ 5 ]        |
| Prog Archives                      | 3.53/5.0     |
| The New Rolling Stone Record Guide | [ 10 ]       |
| The New Rolling Stone Album Guide  | [ 11 ]       |

Według Williama Ruhlmanna z magazynu AllMusic Child Is Father to the Man „to najlepsze dzieło klawiszowca/piosenkarza/aranżera Ala Koopera” (…) oraz  „jeden z najwspanialszych albumów eklektycznej ery późnych lat 60., kiedy można było zapożyczać style od współczesnego folku z Greenwich Village po acid rock z San Francisco i mieszać je w coś, co wydawało się mieć potencjał, by stać się nową amerykańską formą muzyczną”.
Zdaniem Trevora MacLarena z All About Jazz Child is Father to the Man utorował, głównie dzięki Alowi Kooperowi, drogę nie tylko dla współczesnego Blood, Sweat & Tears, ale także podobnych stylowo zespołów lat 70., takich jak Steely Dan i Chicago. „To jedno z najbardziej oryginalnych, eklektycznych i błyskotliwych nagrań, jakie powstały na przełomie latach 60. i 70.” – twierdzi autor precyzując: „to nie tylko jedna z najlepszych hybryd jazzu i rocka, to jedna z najlepszych płyt późnych lat 60., stawiana obok Beggars Banquet The Rolling Stones, The White Album The Beatles, The Velvet Underground and Nico, Astral Weeks Vana Morrisona i John Wesley Harding Dylana”. Podobnego zdania jest inny recenzent All About Jazz, Glenn Astarita: „Child Is Father To The Man to przełomowe dzieło”.
Według redakcji magazynu Rolling Stone album Child is Father to the Man „jest wyjątkowy” z uwagi na udane połączenie przez zespół rocka, jazzu, prostego bluesa, R&B, muzyki klasycznej i innych elementów we własne brzmienie. Jako przykład tego połączenia autorzy podają 'I Love You More Than You'll Ever Know' i 'Somethin' Goin' On' nazywając je „niemal doskonałymi, samodzielnymi arcydziełami”.
Zdaniem redakcji The New Rolling Stone Album Guide Child is Father to the Man „jest ważny nie tylko dlatego, że jego aspekty jazzowe i artystyczne piosenki poszerzyły zakres rocka zarówno dla publiczności, jak i muzyków, ale także dlatego, że był to jeden z najprzyjemniejszych w sluchaniu albumów popowych tamtej epoki”.

### Listy tygodniowe
| Kraj              | Lista           | Pozycja |
| ----------------- | --------------- | ------- |
| Wielka Brytania   | UK Albums Chart | 40      |
| Stany Zjednoczone | Billboard 200   | 47      |

### Certyfikaty
2 grudnia 1969 roku album zdobył w Stanach Zjednoczonych certyfikat złotej płyty za 0.5 miliona sprzedanych egzemplarzy